# Jan Wellens de Cock
Jan Wellens de Cock (1460-1480-avant 1521) est un peintre, graveur sur bois et dessinateur flamand, actif à Anvers.
Des découvertes récentes et une réévaluation des liens entre les œuvres attribuées à Wellens de Cock et celles d'artistes contemporains de Leyde dans le comté de Hollande ont amené les historiens de l'art à réattribuer une grande partie, voire la totalité, des œuvres qui lui étaient auparavant attribuées à un ou plusieurs artistes anonymes actifs à Anvers ou à Leyde, désignés par le nom de convention Pseudo Jan Wellens de Cock ou Maître J. Kock, ou à d'autres artistes anonymes censés avoir travaillé à Leyde dans l'atelier ou le cercle immédiat de Cornelis Engebrechtsz. En d'autres termes, Jan Wellens de Cock est devenu un artiste sans œuvre,.

## Biographie
On ne sait que peu sur la vie et la carrière de l'artiste. Traditionnellement, le lieu de naissance probable de l'artiste a été identifié comme étant Leyde dans le comté de Hollande. Cette hypothèse était basée sur les similitudes stylistiques des œuvres qui lui sont attribuées avec des tableaux de Cornelis Engebrechtsz de Leyde. Ces œuvres n'étant plus attribuées à l'artiste, la naissance ou l'origine présumée à Leyde n'a plus de raison d'être.

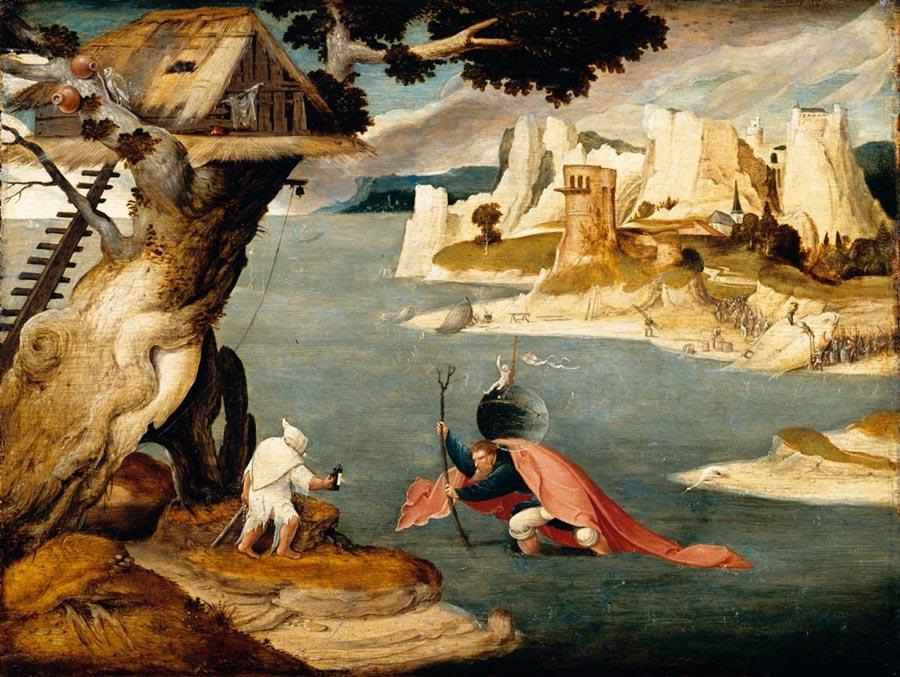
Pseudo Jan Wellens de Cock, Saint Christophe portant l'Enfant Jésus dans un vaste paysage fluvial, anciennement collection de Friedrich von Bissing.

En 1883, Frans Jozef Peter van den Branden identifie le Jan de Cock mentionné à plusieurs reprises dans les registres de la guilde de Saint-Luc d'Anvers avec le « Jan Wellens, alias Cock » enregistré dans les registres des échevins d'Anvers en 1492. L'historien de l'art Max Jakob Friedländer, se référant à l'artiste sous le nom de « Jan de Cock », l'identifie avec le « Jan Van Leyen » (Jan de Leyde) qui devient maître dans la guilde de Saint-Luc d'Anvers au cours de l'année 1503-1504,. Il n'existe aucune autre information sur ce Jan van Leyen permettant de l'identifier avec Jan de Cock. On ne sait pas en quelle année Jan est devenu maître peintre. En 1506, Jan est enregistré dans les archives de la guilde de Saint-Luc à Anvers comme ayant accepté un apprenti appelé « Loduwyck ». Le 6 août 1502, Jan Wellens de Cock épouse Clara, la fille de Peter van Beeringen Ils sont les parents de deux fils, Matthys Cock (1505-1548), un célèbre peintre de paysages, et Jérôme Cock (1510-1570) qui a une formation de peintre et de paysagiste avant de devenir un éditeur et un graveur prolifique.

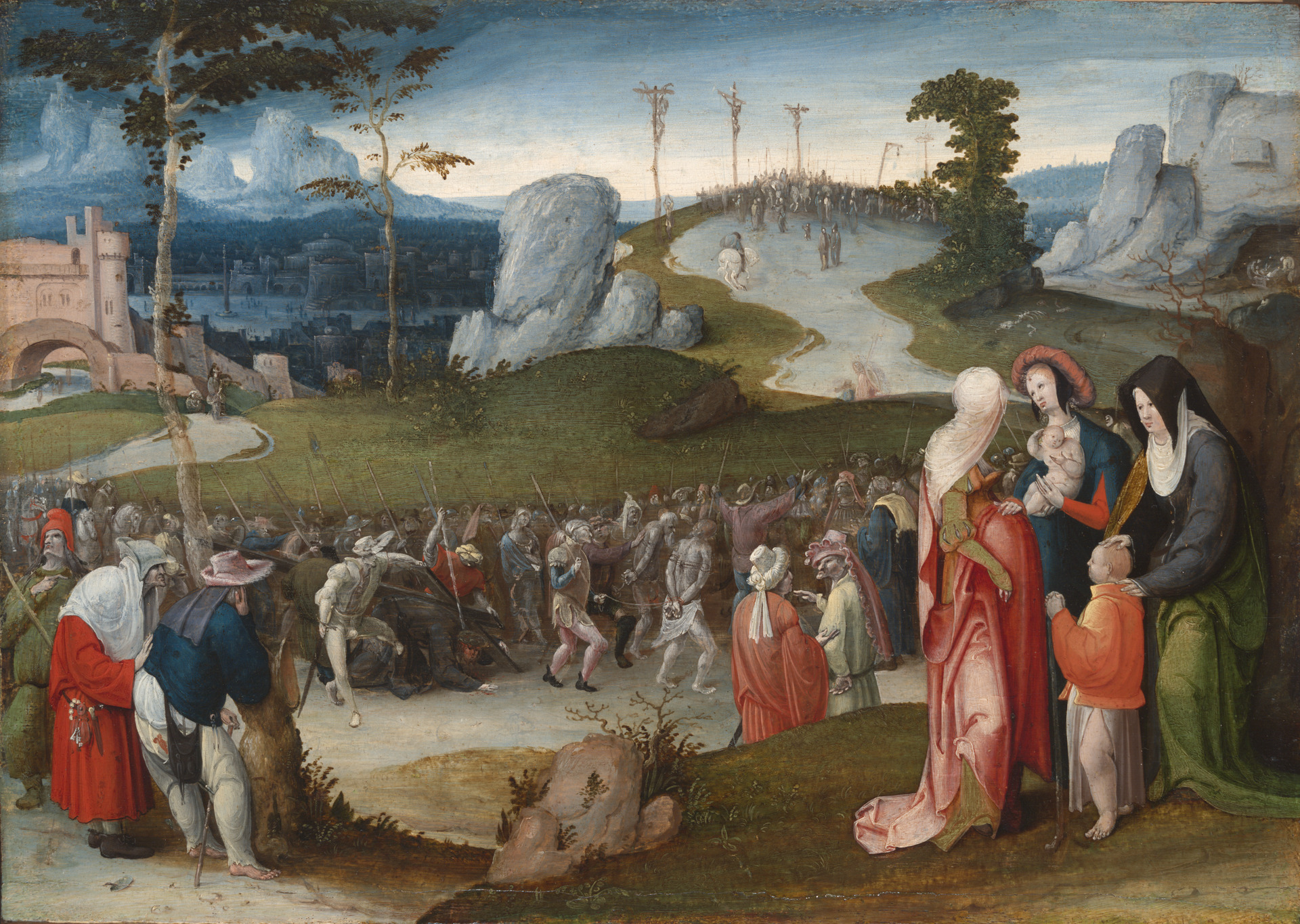
Pseudo Jan Wellens de Cock, La procession vers le Calvaire, Yale University Art Gallery.

Jan Wellens de Cock était probablement le Jan de Cock qui a travaillé comme un serviteur de la guilde de « Onze-Lieve-Vrouw Lof », pour laquelle il a exécuté de nombreuses commandes. En 1507, De Cock est mandaté pour la restauration de l'autel de cette guilde dans la cathédrale d'Anvers. Ces travaux ont probablement été perdus dans la « Furie iconoclaste » de 1566.
En 1520, il est nommé doyen de la Guilde de Saint-Luc, avec Joos van Cleve. L'activité artistique de Jan a fait l'objet d'une controverse considérable, et il n'y a pas un seul travail qui puisse lui être attribué avec certitude. Les attributions faites par Friedländer ont ensuite été réfutées par N. Beets et G.J. Hoogewerff, alors que les nouvelles attributions ont été suggérées par de nombreux autres auteurs.
Sa femme, Clara van Beeringen, est mentionnée comme veuve en 1521 dans les rapports de la confrérie d'Onze-Lieve-Vrouw-Lof à Anvers, pour laquelle Jan de Cock a effectué diverses œuvres. Cela signifie qu'il a dû mourir en 1520 ou 1521.

## Pseudo Jan Wellens de Cock et Maître J. Kock

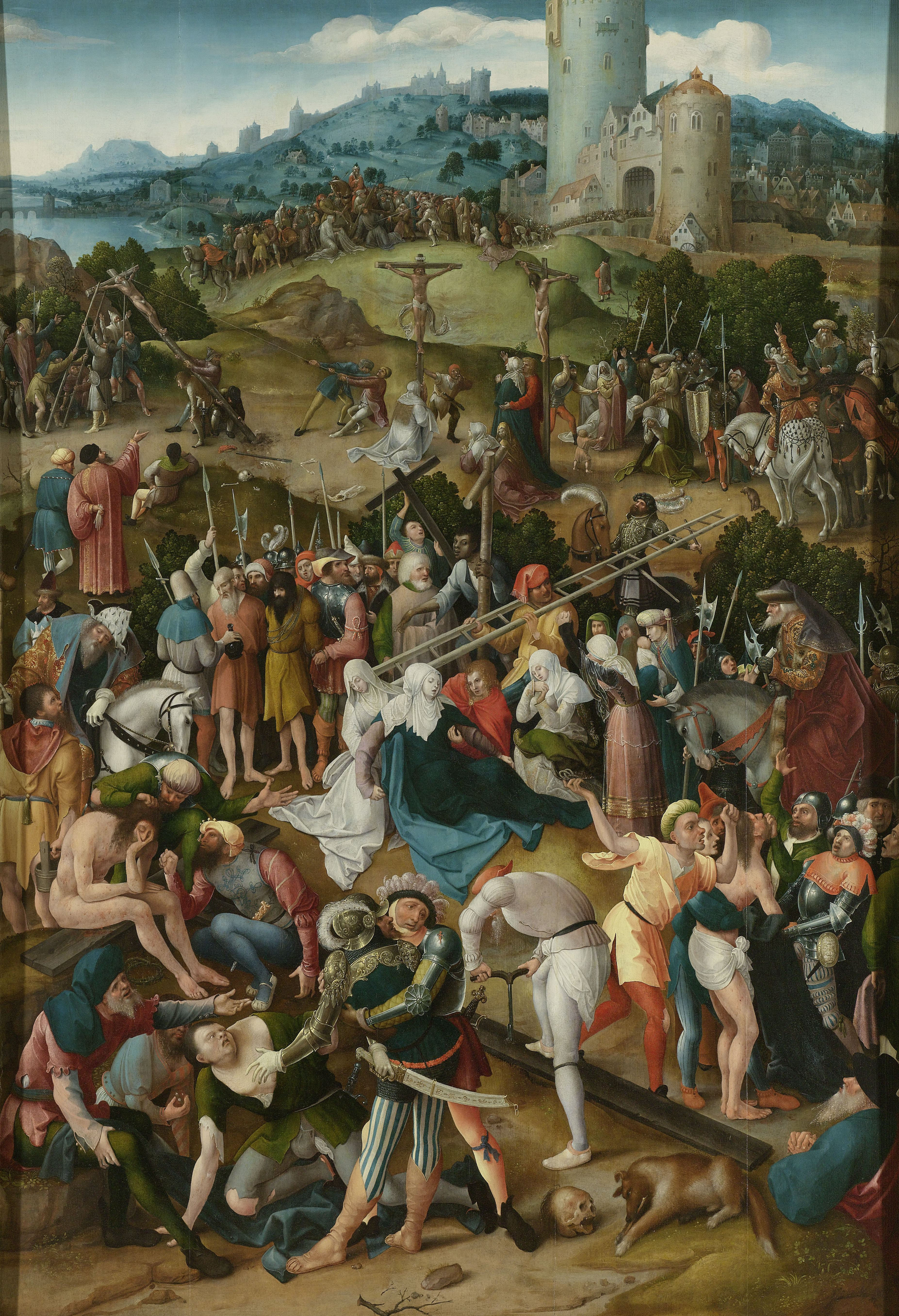
Pseudo Jan Wellens de Cock, Le Calvaire, Rijksmuseum.

Friedländer a construit toute une œuvre autour de l'artiste sur la base d'une estampe anonyme représentant Saint Christophe portant l'Enfant Jésus. Sous l'image, l'estampe porte l'expression latine Pictum J. Kock (peint par J. Kock), ce qui suggère que l'estampe a été gravée d'après une peinture de « J. Cock ». Friedländer a identifié ce tableau comme étant le tableau ayant le même sujet et le même contenu qui, dans la première moitié du XXe siècle, faisait partie de la collection de Friedrich von Bissing à Munich (et qui a été vendu pour la dernière fois le 8 décembre 2004 chez Sotheby's, à Londres). Bien qu'aucune œuvre signée par Jan Wellens de Cock n'ait été retrouvée, Friedländer lui a remis quelques petits panneaux représentant des saints et des sujets religieux, à commencer par l'estampe susmentionnée représentant saint Christophe portant l'Enfant Jésus. Friedländer a souligné l'influence apparente sur ces œuvres du peintre paysagiste Joachim Patinir actif à Anvers et de Hieronymus Bosch actif à 's-Hertogenbosch. Se référant à l'artiste comme « Jan de Cock », Friedländer a supposé qu'il était peut-être le « Jan Van Leyen » (Jan de Leyde) qui est devenu maître dans la guilde de Saint-Luc d'Anvers au cours de l'année 1503-1504 ou qu'il était devenu maître en 1500, une année au cours de laquelle la Guilde a omis d'enregistrer ses nouveaux maîtres dans ses registres.

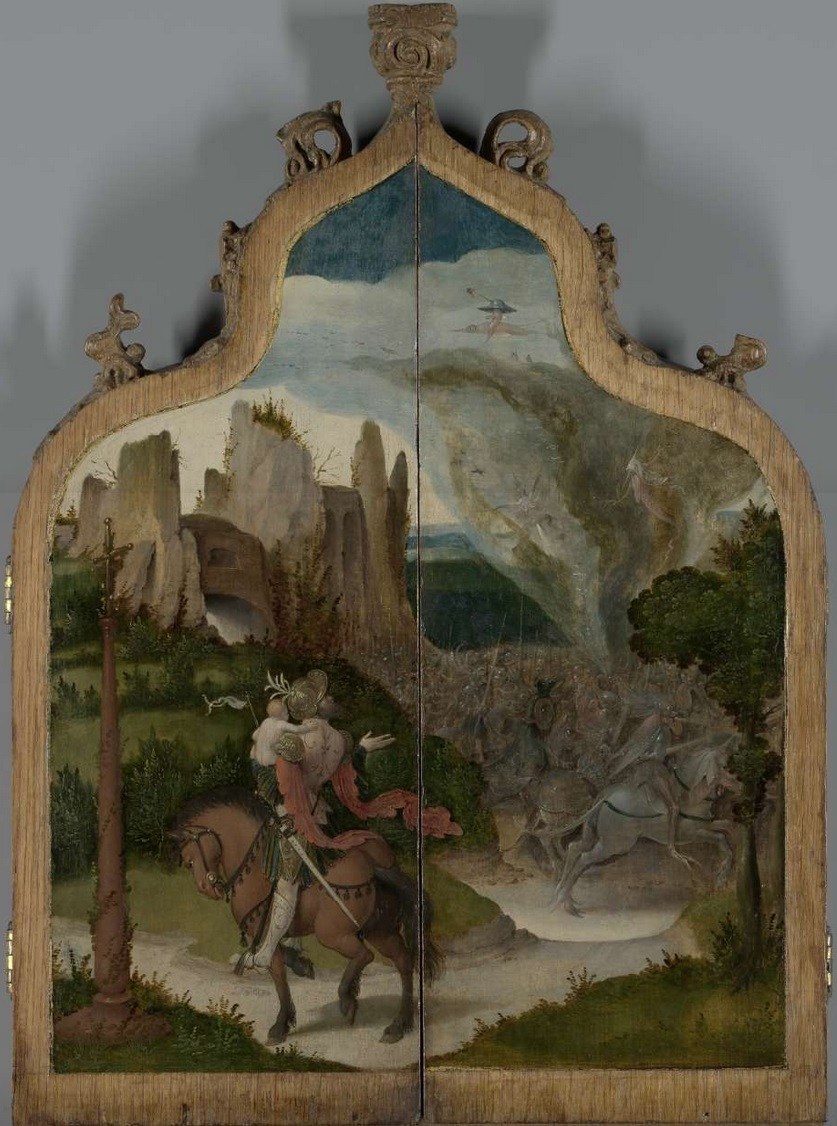
Pseudo Jan Wellens de Cock, Saint Christophe et l'Enfant Jésus sur le chemin de la vie, Rijksmuseum.

Les attributions de Friedländer ont été remises en question par d'autres historiens de l'art qui ont souligné les similitudes entre les œuvres attribuées et celles d'élèves présumés de Cornelis Engebrechtsz de Leyde. En outre, lorsqu'on a découvert que Jan Welllens de Cock était mort au plus tard en 1521, de nombreuses attributions ne pouvaient plus être maintenues, car les œuvres attribuées pouvaient être datées des années 1520.
De nombreuses œuvres attribuées par Friedländer à de Cock ont depuis été réattribuées par les historiens de l'art néerlandais Nicolaas Beets, Godefridus Johannes Hoogewerff, Jan Piet Filedt Kok et d'autres, à certains élèves d'Engebrechtsz, tels que ses fils Cornelis Cornelisz et Lucas Cornelisz, nommés De Cock. Ludwig von Baldass distingue deux mains différentes dans l'ensemble de l'œuvre : Jan de Cock et un maître anonyme auquel il a donné le nom de convention de Maître du Renvoi de Hagar à Vienne. L'historien de l'art Walter S. Gibson a par la suite attribué les œuvres que Baldass avait données à Jan de Cock à un maître anonyme qu’il appelle le Maître de la Lamentation de Vienne, et a proposé l'hypothèse que ces deux maîtres anonymes avaient été des élèves et des assistants de Cornelis Engebrechtsz, et auraient pu être ses fils susmentionnés.
Les historiens de l'art s'accordent de plus en plus que les tableaux attribués à Jan Wellens de Cock au fil des ans ont en fait été exécutés par des mains différentes, et probablement pas par l'artiste anversois Jan de Cock. Il n'est pas certain qu'ils proviennent d'Anvers ou de Leyde. Comme aucune de ces œuvres ne peut être reliée avec certitude au peintre anversois Jan de Cock, les historiens de l'art ont proposé de les cataloguer sous le nom de Pseudo Jan Wellens de Cock ou de Maître J. Kock (d'après le nom de l'estampe mentionnée plus haut).